# Ornithion
Ornithion är ett fågelsläkte i familjen tyranner inom ordningen tättingar. Släktet omfattar tre arter med utbredning i Latinamerika från södra Mexiko till Amazonområdet i Brasilien:
- Gulbukig dvärgtyrann (O. semiflavum)
- Vitbrynad dvärgtyrann (O. brunneicapillus)
- Vittyglad dvärgtyrann (O. inerme)